# علي العياري
علي العياري لاعب كرة قدم تونسي، يلعب كحارس مرمى في اتحاد بنقردان.
لعب سابقاً في أندية قوافل قفصة والنجم المتلوي وأولمبيك سيدي بوزيد ومستقبل قابس ونادي الكوكب السعودي والنادي البنزرتي.

## روابط خارجية
- علي العياري على موقع قاعدة بيانات كرة القدم.إي يو (الإنجليزية)